# Privilège pétrinien
La dissolution en faveur de la foi est aussi appelée privilège pétrinien. Il s'agit, dans le droit canonique catholique, de permettre la dissolution d'un mariage naturel (un mariage civil ou religieux, non catholique), lorsque celui-ci a eu lieu entre deux personnes non baptisées et que l'un des partis reçoit le baptême. 

## Circonstances
Cette dissolution ne peut alors avoir lieu que s'il y a un risque pour la personne baptisée : il est ainsi dit « en faveur de la foi » (can. 1143). Cette expression désigne ainsi une extension du privilège paulin, à des cas non prévus par saint Paul (1 Co 7,11-16), tels que la polygamie et les mariages dispars. Il comprend ainsi la dissolution des mariages polygames consécutifs au baptême d'une personne polygame (Can. 1148-1149).
Un précédent biblique parfois avancé est le renvoi des femmes étrangères par les Israélites sous l'impulsion du scribe Esdras (Esdras, X, 1-14).
Cette procédure est permise par les "Normes de procédure pour la dissolution du mariage en faveur de la foi" de la Congrégation pour la doctrine de la foi du 6 décembre 1973.
Ce terme peut aussi couvrir la dissolution d'un mariage non consommé : Can. 1142 - "Le mariage non consommé entre des baptisés ou entre une partie baptisée et une partie non baptisée peut être dissous par le Pontife Romain pour une juste cause, à la demande des deux parties ou d'une seule, même contre le gré de l'autre." (Code de Droit Canonique de 1983. lire en ligne)

## Voir Aussi